# Petra Langrová
Petra Langrová, verheiratete Černošková, (* 27. Juni 1970 in Prostějov, Tschechoslowakei) ist eine ehemalige tschechische Tennisspielerin.

## Karriere
In ihrer Tennislaufbahn gewann sie einen Einzel- und fünf Doppeltitel auf der WTA Tour. Hinzu kamen auf dem ITF Women’s Circuit drei Turniersiege im Einzel sowie acht im Doppel.
1994 und 1995 spielte sie insgesamt acht Partien für die tschechische Fed-Cup-Mannschaft. Sie gewann alle fünf Doppelpartien, im Einzel hat sie eine negative Bilanz von 1:2 zu Buche stehen.

## Turniersiege

### Einzel
| Nr. | Datum              | Turnier | Kategorie  | Belag | Finalgegnerin    | Ergebnis |
| --- | ------------------ | ------- | ---------- | ----- | ---------------- | -------- |
| 1.  | 25. September 1988 | Paris   | WTA Tier V | Sand  | Sandra Wasserman | 7:6, 6:2 |

### Doppel
| Nr. | Datum              | Turnier   | Kategorie   | Belag           | Partnerin       | Finalgegnerinnen                    | Ergebnis       |
| --- | ------------------ | --------- | ----------- | --------------- | --------------- | ----------------------------------- | -------------- |
| 1.  | 16. September 1990 | Kitzbühel | WTA Tier IV | Sand            | Radka Zrubáková | Sandra Cecchini Patricia Tarabini   | 6:0, 6:4       |
| 2.  | 14. Juli 1991      | Palermo   | WTA Tier V  | Sand            | Mary Pierce     | Laura Garrone Mercedes Paz          | 6:3, 6:75, 6:3 |
| 3.  | 22. September 1991 | Paris     | WTA Tier IV | Sand            | Radka Zrubáková | Alexia Dechaume Julie Halard        | 6:4, 6:4       |
| 4.  | 4. Oktober 1992    | Bayonne   | WTA Tier IV | Teppich (Halle) | Linda Ferrando  | Claudia Kohde-Kilsch Stephanie Rehe | 1:6, 6:3, 6:4  |
| 5.  | 16. Juli 1995      | Palermo   | WTA Tier IV | Sand            | Radka Bobková   | Petra Schwarz Katarína Studeníková  | 6:4, 6:1       |